# Sceliphron funestum
Sceliphron funestum är en biart som beskrevs av Kohl 1918. Sceliphron funestum ingår i släktet Sceliphron och familjen grävsteklar. Inga underarter finns listade i Catalogue of Life.